# Heiner Knell
Heiner Knell (* 9. Oktober 1937 in Darmstadt; † 4. November 2017) war ein deutscher Klassischer Archäologe.

## Leben, Karriere, Leistungen
Heiner Knell besuchte das Ludwig-Georgs-Gymnasium. wo er 1958 Abitur machte. Anschließend studierte er zunächst Musik in der Freiburger Meisterklasse von Sándor Végh, dann Alte Geschichte, Kunstgeschichte und Archäologie an der Albert-Ludwigs-Universität Freiburg und der Universität des Saarlandes. Die Promotion erfolgte 1964 in Freiburg. Das Thema der Dissertation war Die Darstellung der Götterversammlung in der attischen Kunst des VI. und V. Jahrhunderts v. Chr. Eine Untersuchung zur Entwicklungsgeschichte des „Daseinsbildes“. Ab 1964 war er wissenschaftlicher Assistent am Lehrstuhl und Institut für Kunstgeschichte des Fachbereichs Architektur der TH Darmstadt bei Hans Gerhard Evers. Nach der Habilitation wurde er 1971 als Gründungsprofessor für Klassische Archäologie an die Technische Universität Darmstadt berufen, wo er bis zu seiner Emeritierung lehrte. Knell war 1971/72 und 1988 bis 1990 Dekan des Fachbereichs Architektur und von 1975 bis 1977 Vizepräsident der TH Darmstadt sowie langjähriges Mitglied im Konvent und Senat der Hochschule. Nachfolgerin als Professorin wurde Franziska Lang.
Knell führte verschiedene Ausgrabungen in Griechenland durch. Seine Hauptinteressengebiete waren die Ikonografie der griechischen Götter, die antike Plastik sowie die griechische und römisch-kaiserliche Architektur und die Architekturtheorie.

## Schriften
- Archäologie. Habel, Darmstadt 1972, ISBN 3-87179-051-6.
- Perikleische Baukunst. Wissenschaftliche Buchgesellschaft, Darmstadt 1979, ISBN 3-534-08019-X.
- Grundzüge der griechischen Architektur. Wissenschaftliche Buchgesellschaft, Darmstadt 1980, ISBN 3-534-08018-1.
- Vitruvs Architekturtheorie. Versuch einer Interpretation. Wissenschaftliche Buchgesellschaft, Darmstadt 1985, ISBN 3-534-09399-2.
- Mythos und Polis. Bildprogramme griechischer Bauskulptur. Wissenschaftliche Buchgesellschaft, Darmstadt 1990, ISBN 3-534-11025-0.
- Die Nike von Samothrake. Typus, Form, Bedeutung und Wirkungsgeschichte eines rhodischen Sieges-Anathems im Kabirenheiligtum von Samothrake. Wissenschaftliche Buchgesellschaft, Darmstadt 1995, ISBN 3-534-12547-9.
- Athen im 4. Jahrhundert v. Chr. Eine Stadt verändert ihr Gesicht. Archäologisch-kulturgeschichtliche Betrachtungen. Wissenschaftliche Buchgesellschaft, Darmstadt 2000, ISBN 3-534-14987-4.
- Bauprogramme römischer Kaiser. von Zabern, Mainz 2004, ISBN 3-8053-3326-9. (Sonderheft der Antiken Welt/Zaberns Bildbände zur Archäologie)
- Des Kaisers neue Bauten. Hadrians Architektur in Rom, Athen und Tivoli. von Zabern, Mainz 2008, ISBN 978-3-8053-3772-4.